# Jeppe Grønning
Jeppe Grønning, né le 24 mai 1991 à Odense au Danemark, est un footballeur danois qui évolue au poste de milieu central au Viborg FF.

## Biographie

### FC Fyn
Né à Odense au Danemark, Jeppe Grønning est formé par l'un des clubs de sa ville natale, le B 1913 Odense mais il commence sa carrière avec un autre club de la ville, le FC Fyn.

### Viborg FF
Le 27 juin 2012, Jeppe Grønning s'engage librement en faveur du Viborg FF, qui évolue alors en deuxième division danoise. Il joue son premier match pour Viborg le 30 juillet 2012, lors de la première journée de la saison 2012-2013, face au Brønshøj BK. Il est titularisé et les deux équipes se neutralisent (2-2 score final).
Grønning découvre la Superligaen, la première division danoise le 18 août 2013 contre SønderjyskE. Il entre en jeu à la place de Lukas Lerager lors de cette rencontre remportée par son équipe sur le score de trois buts à zéro.
Devenu un joueur régulier, il prolonge le 15 décembre 2016 au Viborg FF. Il est alors lié au club jusqu'en juin 2019.
Le 5 septembre 2017, Grønning est nommé capitaine du Viborg FF, succédant ainsi à Jonas Kamper.
Il est sacré champion de deuxième division danoise à l'issue de la saison 2020-2021, et participe donc à la promotion du club dans l'élite du football danois.
Il retrouve ainsi l'élite du football danois avec Viborg lors de la saison 2021-2022.
Grønning inscrit son premier but en première division le 29 août 2021 face à SønderjyskE. Il est titulaire et les deux équipes se neutralisent (2-2 score final).
Grønning joue son premier match de coupe d'Europe le 21 juillet 2022, à l'occasion d'une rencontre qualificative pour la phase de groupe de la Ligue Europa Conférence 2022-2023 face au FK Sūduva. Il est titularisé et son équipe l'emporte par un but à zéro.

## Palmarès
Viborg FF
- Championnat du Danemark de deuxième division (2) :
  - Champion : 2014-2015 et 2020-2021.